# مین مرکزی
مین مرکزی (چینی ساده: 闽中语; چینی سنتی: 閩中語; پین‌یین: Mǐnzhōngyǔ) زبانی از خانواده چینی مین است. این زبان در دره رود شا در بخش سانمینگ در مناطق کوهستانی استان فوجیان، شامل یانگان، مناطق شهری سانمینگ (بخش‌های سانیوان و مایلای) و شهرستان شا رایج است.